# 나미야 잡화점의 기적 (영화)
《나미야 잡화점의 기적》(일본어: ナミヤ雑貨店の奇蹟)은 2017년 공개된 일본의 영화로, 한국에서는 2018년 2월 28일에 개봉을 하였다. 일본 장편 소설의 대가로 불리는 '히가시노 게이고'의 원작을 기반으로 한다. 한국에서 개봉되기 전 일본에서 큰 흥행을 거두었다.

## 출연진
- 야마다 료스케 - 아츠야 역

본 작품의 주인공. 소매치기를 하고 쇼타와 고헤이와 함께 도주하는 중이다. 세 사람 중에서 리더 비슷한 역할을 맡고 있다. "환광원"이라는 아동복지시설의 원생이다. 세 번째로 상담을 요청한 하루미 이전까지는 상담을 요청하는 사람들에게 마음을 열지 않았지만, 결국 하루미의 고민에 쇼타와 코헤이와 함께 진심으로 조언을 건네게 된다.
- 니시다 토시유키 - 나미야 유지 역

나미야 잡화점의 주인. 아내가 죽은 이후로 활기를 잃고 있었지만, 농담을 계기로 고민 상담을 시작하게 되고 상담에 답하는 일을 삶의 보람으로 삼고 있다.
- 무라카미 니지로 - 쇼타 역

"환광원"의 원생이다. 아직 소년의 모습이 남아 있다.
- 칸이치로 - 고헤이 역

환광원"의 원생이다. 성격이 소심하다.
- 하야시 켄토 - 생선가게 뮤지션 / 마쓰오카 가쓰로 역

최초로 상담을 요청한 사람이다. 가수로 목표로 하고 있지만 주목을 얻지 못하고 있다. 꿈을 계속 쫓을지 아버지의 생선 가게를 물려받을지 고민하다가 상담을 요청한다. 몇 년 후, 가수로서 "환광원"을 방문해 어린 시절의 미즈하라 세리와 만나게 된다. "환광원"에 화재가 일어나자 세리의 남동생을 구해주고 목숨을 잃는다.
- 나하나 - 그린 리버 / 가와베 미도리 역

두 번째로 상담을 요청한 사람이다. 뱃속의 아이를 낳을지에 대해서 상담을 요청한다. 일에 지쳐 졸음운전을 하다가 바다로 추락해 딸을 남기고 사망한다.
- 오노 마치코 - 길 잃은 강아지 / 다무라 하루미 역

세 번째로 상담을 요청한 사람이다. 부모를 어린 시절에 여의고 "환광원"에 들어가게 된다. 초등학교 고학년 무렵에 양부모 쪽의 이모할머니 부부에게 고등학교까지 신세를 진다. 낮에는 작은 회사에서 사무원으로 일하고 밤에는 클럽에서 호스티스로 일하고 있다. 클럽의 한 손님이 애인이 되어주겠다고 한 상태이다. 돈을 모아 이모할머니 부부에게 은혜를 갚고 싶어 상담을 요청했다.
- 카도와키 무기 - 미즈하라 세리 역

"환광원"의 원생이었다. 화재에서 동생을 구해준 마쓰오카 가쓰로에게 감사하고 있다. 가와베 에이코와는 "환광원"에서 함께 자란 사이이다. 가수로서 활동하며 어린 시절에 들었던 가쓰로가 만든 곡에 가사를 붙인 "REBORN"을 생방송에서 노래했다.
- 야마시타 리오 - 가와베 에이코 역

미도리의 딸. 미도리가 사망한 이후 "환광원"에 들어가 세리와 만나게 된다.
- 코바야시 카오루 - 타케오 역

마쓰오카수산의 주인. 가쓰로의 아버지이다.

## 음악
영화의 주제가는 야마시타 타츠로가 맡았다. 극중 "가쓰로"가 곡을 만들고 "세리"가 가사를 붙인 동명의 노래 "REBORN"이다. 야마시타는 "REBORN"을 작업하기 전까지 영화의 주제가를 만드는 일을 맡아본 적이 없다고 말했다. 1개월 반만에 만들어진 이 노래는 영화에서 "가쓰로"가 연주하고 "세리"가 부르며, 엔딩 크레딧이 올라가면서 다시 야마시타의 목소리로 흘러나온다. "REBORN"은 2017년 9월 13일 야마시타 타츠로의 50번째 싱글로 발매되었다.